# Stephen Berg
Stephen Jay Berg (ur. 3 marca 1951 w Miles City, Montana) – amerykański duchowny katolicki, biskup Pueblo od 2014.

## Życiorys
Przyszedł na świat w rodzinie Conrada i Jeanne Charron Berg. Jest najstarszy z dziesięciorga rodzeństwa. W 1975 roku kończył studia muzyczne z pianistyki na East New Mexico University w Portales. Przez 14 lat pracował jako handlowiec w firmie Sunbelt Nursery w Fort Worth, będąc jednocześnie nauczycielem gry na fortepianie. W wieku 42 lat, w roku 1993 wstąpił do seminarium duchownego w San Antonio. Święcenia kapłańskie otrzymał 15 maja 1999 i inkardynowany został do diecezji Fort Worth. Sakramentu udzielił mu jego wujek ze strony matki bp Joseph Charron CPpS. 
Od 2008 był wikariuszem generalnym swej macierzystej diecezji, a od 2010 również moderatorem kurii. W marcu 2012 otrzymał tytuł honorowego prałata Jego Świątobliwości. W grudniu tego samego roku wyznaczony został przez kolegium konsultorów na administratora diecezji w okresie sede vacante.
15 stycznia 2014 papież Franciszek mianował go ordynariuszem Pueblo. Sakra biskupia odbyła się 27 lutego 2014.